# Hiperpiron
Hiperpiron (grško νόμισμα ὑπέρπυρον, nómisma hypérpyron,  dob. »zelo prečiščen«) je bil bizantinski kovanec, ki je v 11. stoletju nadomestil rimski solidus kot standardni bizantinski kovanec. Uvedel ga je cesar Aleksej I. Komnen. 

## Zgodovina
Tradicionalni zlatnik Bizantinskega cesarstva je bil solidus ali nomizma. Vsebnost zlata v kovancu je sedem stoletij ostala nespremenjena pri 24 karatih, zato je bil zelo cenjen. Od tridesetih let 11.stoletja se je vrednost kovanca vse bolj kvarila, dokler se ni v osemdesetih letih 11. stoletja po vojaških katastrofah in državljanskih vojnah v prejšnjem desetletju vsebnost zlata zmanjšala skoraj na nič. Posledično je  cesar Aleksej I. Komnen (vladal 1081–1118) leta 1092 izvedel drastično prenovo bizantinskega sistema kovancev in uvedel nov zlatnik, hiperpiron, kar pomeni "zelo prečiščen". Kovanec je imel enako standardno maso 4,45 grama kot nekdanji solidus, vendar le 20,5-karatno čistost (854/1000) namesto standardnih 24 karatov. Vsebnost zlata se je s tem s 4,8 grama zmanjšala na 4,1 grama. Nižja čistost je bila posledica dodajanja starih manjvrednih kovancev v nove.
Hiperpiron je ostal standardni bizantinski zlatnik, dokler niso Bizantinci sredi 14. stoletja prenehali kovati zlatega denarja. V tem času je tudi hiperpiron postopoma propadal. V Nikejskem cesarstvu (1204–1261) se je vsebnost zlata postopoma zmanjšala na 18 karatov, pod Mihaelom VIII. Paleologom (vladal 1259–1282) na 15 in pod njegovim sinom in naslednikom Andronikom II. Paleologom (vladal 1282–1328) na 12 karatov. Hkrati se je zmanjševala tudi njegova masa in v 14. stoletju  še zdaleč ni bila enotna.  Zadnje hiperpirone in s tem zadnje bizantinske zlatnike je koval cesar Ivan VI. Kantakuzen (vladal 1347–1352). Ime hiperpiron se je od takrat naprej uporabljalo izključno kot obračunski denar, razdeljen na 24 keratij.
Ime so v različnih oblikah sprejeli zahodni Evropejci (latinsko perperum, italijansko perpero) in slovanske države na Balkanu (perper, hiperper itd.). Imena so označevale različne kovance, običajno srebrne, pa tudi denarne zapise.  Na Zahodu so hiperpiron pogosteje imenovali bezant, zlasti italijanski trgovci. 
V zgodnjem komnenskem obdobju je bil hiperpiron enak trem elektronskim trahejam, 48 bilonskim trahejam ali 864 bakrenim tetarteronom. Zaradi propadanja je sčasoma postal enak 12 elektronskim trahejam in 288 do 384 bilonskim trahejam.  V 14. stoletju je hiperpiron ustrezal 12 novim srebrnim bazilikom, 96 turnezijam, 384 bakrenim trahejam in 768 bakrenim asarijem.

## Vira
- Grierson, Philip (1999). Byzantine Coinage. Washington, DC: Dumbarton Oaks. ISBN 978-0-88402-274-9. Arhivirano iz prvotnega spletišča dne 14. decembra 2013.
- Kazhdan, Alexander, ur. (1991). The Oxford Dictionary of Byzantium. New York and Oxford: Oxford University Press. ISBN 978-0-19-504652-6.